# 호레이스 부쉬넬

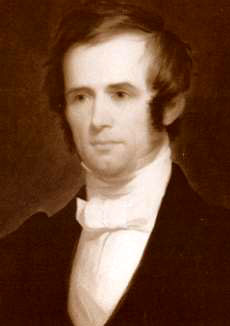
호레이스 부쉬넬

호레이스 부쉬넬(Horace Bushnell, 1802년 4월 14일 - 1876년 2월 17일) 미국의 회중교회 목회자이며 신학자이다.
코네티컷주 리치필드 출생으로 예일 대학교에 입학하였고, 1827년에 졸업하였다.
1833년에 코네티컷주 하트포드에 있는 노스 회중교회 목사로 부임하였다.
그는 미국의 종교에 낭만적 혁신을 도입하는 데에 랠프 월도 에머슨보더 더 적극적이었다.
종교는 지성뿐만 아니라, 감성을 다루며, 신학자들은 과학자라기 보다 시인의 성향으로 갖추어야 한다고 주장하였다. 그는 부흥운동을 발작운동으로 비판하였고, 과도한 개인주의라고 비난하였다.
그는 구 뉴잉글랜드신학과 자유주의 신학을 연결하는 가교역할을 하였다.